# 19-я народная пехотная дивизия
19-я народная пехотная дивизия (нем. 19. Grenadier-Division) — тактическое соединение сухопутных войск вооружённых сил нацистской Германии периода Второй мировой войны.

## История
Дивизия была сформирована 8 августа 1944 года в Эсбьерге на территории оккупированной немцами Дании как 19-я пехотная дивизия (нем. 19. Grenadier-Division). Формирование осуществлялось на базе дивизии «Ютландия» и 19-й штурмовой дивизии люфтваффе (19. Luftwaffen-Sturm-Division). В начале сентября 1944 года 19-я пехотная дивизия отбыла в распоряжение командования группы армий «G», а уже 9 октября 1944 года была переименована в 19-ю народную пехотную дивизию (19. Volksgrenadier-Division).
В то время дивизия находилась в районе Диденхофена. Отсюда части дивизии были перемещены сначала в район Меца, а затем в район в 12 км северо-западнее Бламона, в распоряжение командующего 1-й армии генерала пехоты Ганса фон Обстфельдера.
9 ноября 1944 на этом направлении американские войска начали масштабные наступательные действия, в ходе которых велись тяжёлые бои, которые нанесли дивизии большие потери. В начале ноября дивизия была практически уничтожена в боях с противником.
С 31 декабря 1944 дивизия принимала участие в операции «Северный ветер». 19-я народная пехотная дивизия входила в западную штурмовую группу, тогда как 36-я народная пехотная дивизия и 17-я моторизованная дивизия СС «Гёц фон Берлихинген» наступали на долину Сарр против подразделений 44-й и 100-й американских пехотных дивизий. 3 января 1945 из-за небольшого прогресса в этом секторе все дальнейшие попытки наступления были прекращены. 
6 февраля 1945 началось локальное наступление американских войск на правое крыло уже значительно ослабленной 19-й дивизии. Американские войска смогли нанести серьёзное поражение немецкому соединению, на начало марта дивизия уменьшилась до размеров небольшой боевой группы. В дальнейшем остатки 19-й дивизии сражались на рубежах линии Зигфрида, под Кайзерслаутерном. 24 марта у неё осталось только 400 человек.
26 марта 1945 дивизия была официально распущена. Остался штаб дивизии, остальные части были объединены в боевую группу и приданы на усиление 2-й горнострелковой дивизии. В начале апреля 1945 остатки боевой группы вели бои южнее Дерцбаха. 21 апреля остатки боевой группы сражались под Крайльсхаймом.

## Местонахождение
- с августа по октябрь 1944 (Дания)
- с октября 1944 по январь 1945 (Франция)
- с января по апрель 1945 (Южная Германия)

## Подчинение
- 82-й армейский корпус 1-й армии группы армий «G» (8 августа — 26 декабря 1944)
- 13-й армейский корпус СС 1-й армии группы армий «Г» (26 декабря 1944 — 8 мая 1945)

## Командиры
- генерал-лейтенант Отто Эльфельдт (8 — 20 августа 1944)
- генерал-лейтенант Вальтер Виссмат (20 августа 1944 — февраль 1945)
- генерал-майор Карл Бритцельмейер (февраль — апрель 1945)

## Состав
- 59-й пехотный полк (Grenadier-Regiment 59)
- 73-й пехотный полк (Grenadier-Regiment 73)
- 74-й пехотный полк (Grenadier-Regiment 74)
- 719-й артиллерийский полк (Artillerie-Regiment 719)
- 119-й сапёрный батальон (Pionier-Bataillon 119)
- 119-й противотанковый дивизион (Panzerjäger-Abteilung 119)
- 119-й батальон связи (Nachrichten-Abteilung 119)
- 119-й отряд материального обеспечения (Nachschubtruppen 119)